# Journée mondiale de la pneumonie
La journée mondiale de la pneumonie est une journée mondiale de sensibilisation à la pneumonie. Elle a lieu le 12 novembre depuis 2010, la première édition de cette journée mondiale a eu lieu le 2 novembre 2009. Elle est mise en place par la Coalition mondiale contre la pneumonie de l'enfant.